# Mihály Pollack

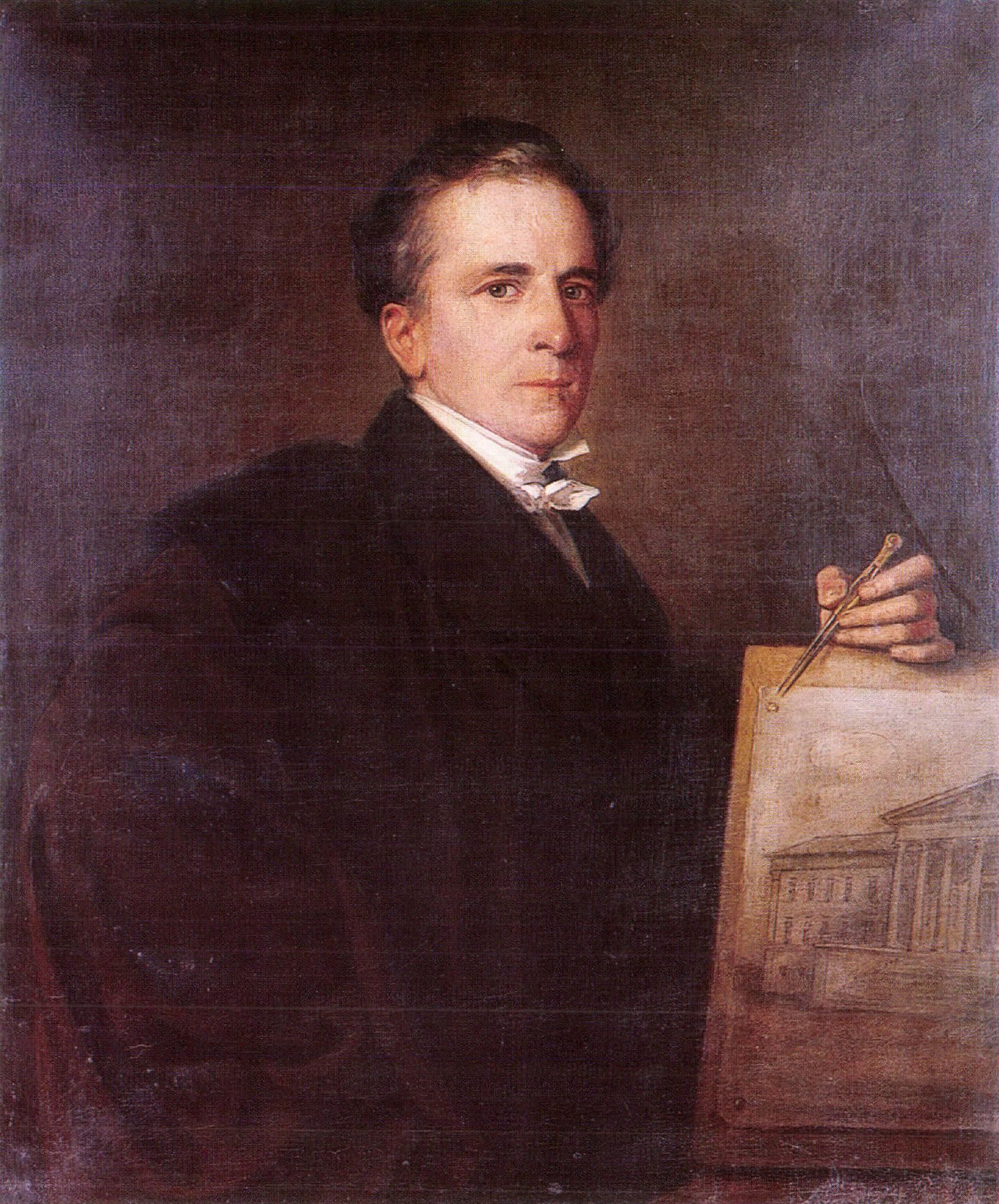
Porträt des Architekten Mihály Pollack, Öl auf Leinwand, um 1820

Mihály Pollack, auch Michael Pollack (* 30. August 1773 in Wien; † 5. Jänner 1855 in Pest, Kaisertum Österreich) war ein österreichisch-ungarischer Architekt.

## Biografie
Mihály Pollack lernte zuerst bei seinem Vater, der Baumeister war, und studierte anschließend an der Akademie der bildenden Künste in Wien bei Hetzendorf von Hohenberg. Im Jahre 1794 zog er nach Mailand zu seinem Halbbruder, dem Architekten Leopold Pollack. Dort fand er Arbeit beim Mailänder Dom. Im Jahr 1798 zog er nach Pest, dem damals noch selbständigen Stadtteil von Budapest, um an der evangelisch-lutherischen Kirche mitzuarbeiten.
Pollack war ein im Jahre 1808 tonangebendes Mitglied des Pester Bauverschönerungskomitées (Szépítő Bizottmány) und hatte damit maßgeblichen Anteil an der damaligen Gestaltung des Stadtbildes. So hatte er die Bauleitung des deutschen Theaters in Pest. Seine Haupttätigkeit lag im Bau von Palais und Bürgerhäusern in der Stadt und als Landsitze. Sein Stil ist ein Spätbarock, der in den Klassizismus übergeht. Von den öffentlichen Gebäuden in Budapest gehen das Ungarische Nationalmuseum und die Ludovika-Akademie auf seine Planungen zurück. Weitere Bauten sind Herrensitze in Alcsút und Dég im Komitat Fejér.
Dessen Sohn aus seiner zweiten Ehe mit Magdalena Eger (1789–1880) war der Feldmarschallleutnant Alexander Pollack Ritter von Klumberg.

## Werke (Auswahl)
- Evangelische Kirche (Deák tér) in Budapest, 1799–1808
- Palais Sándor in Budapest, 1803–1805
- Schloss Festetics in Dég, 1810–1815
- Deutsches Theater Pest, 1812–1847
- Schloss Alcsút in Alcsút, 1819–1827
- Ludovika-Akademie in Budapest, 1831–1835
- Ungarisches Nationalmuseum in Budapest, 1837–1847
- Zinshaus József-Attila-Str. 6 in Budapest V.
- Zinshaus Kazinczystr. 56 in Budapest VII.
- Schloss Zichy (Soponya)
- Schloss Zichy (Vajta)

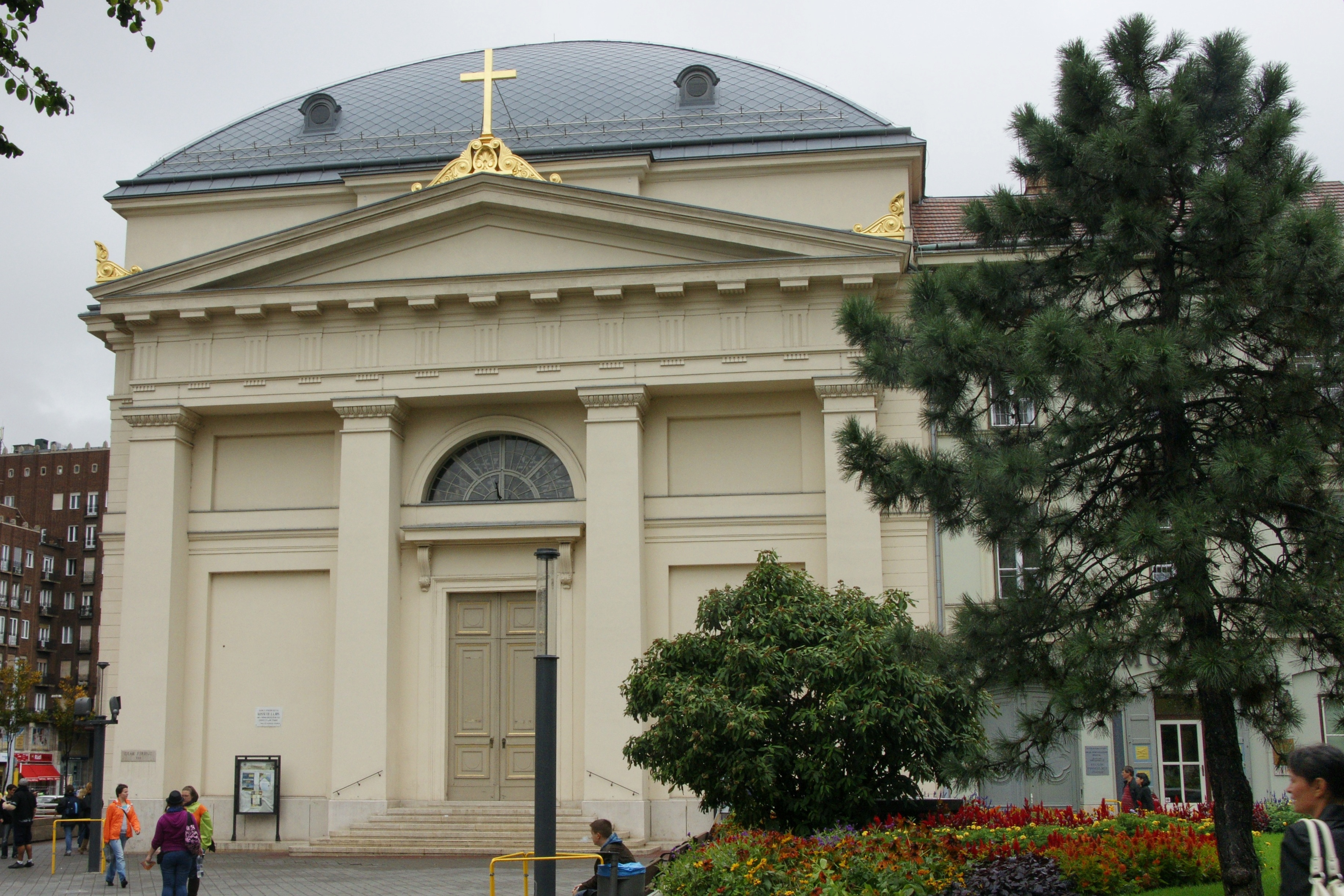
Evangelische Kirche am Deák-Platz
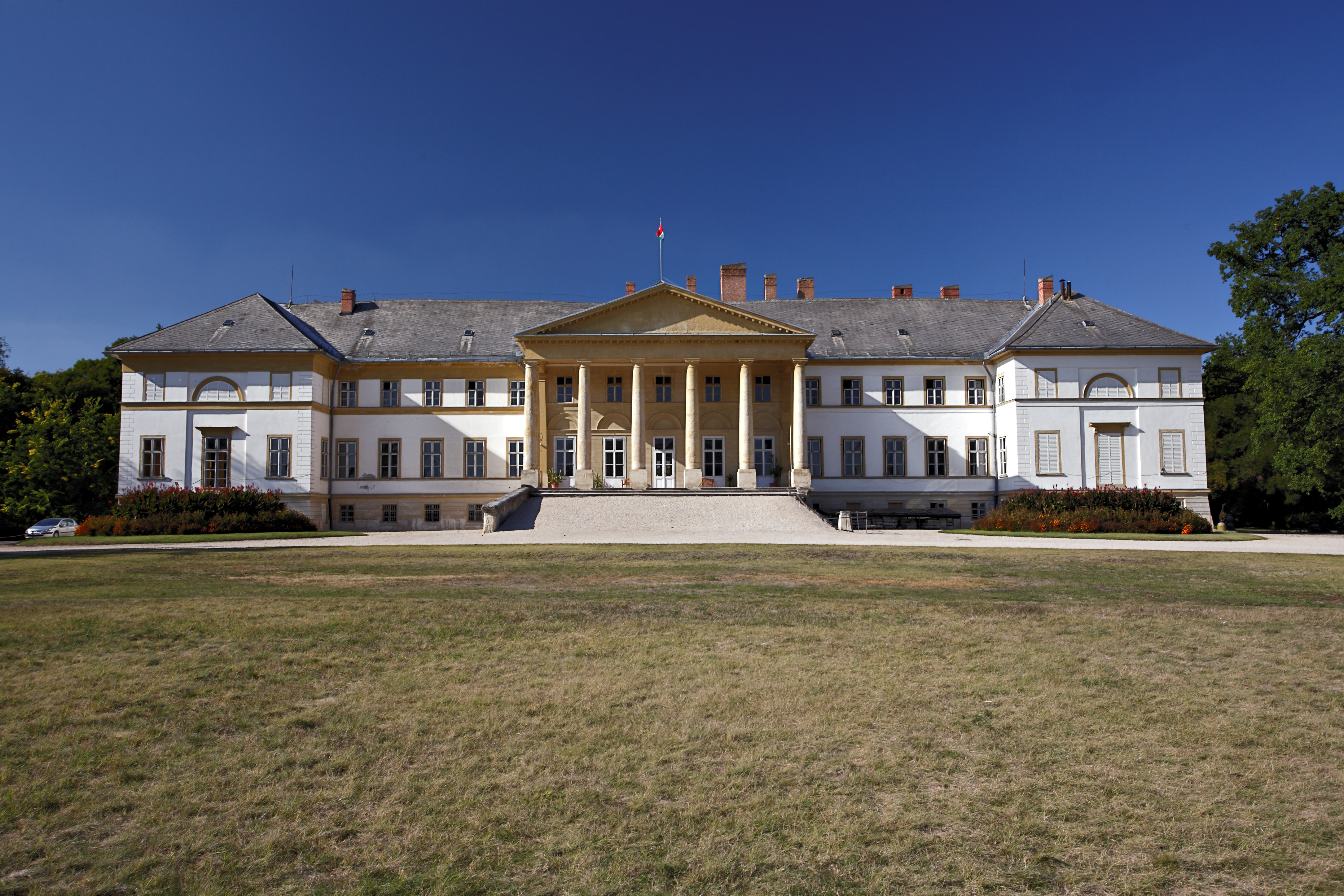
Schloss Festetics
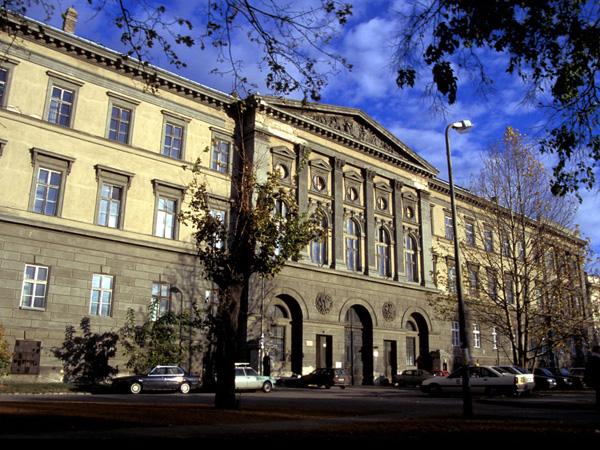
Ludovika-Akademie
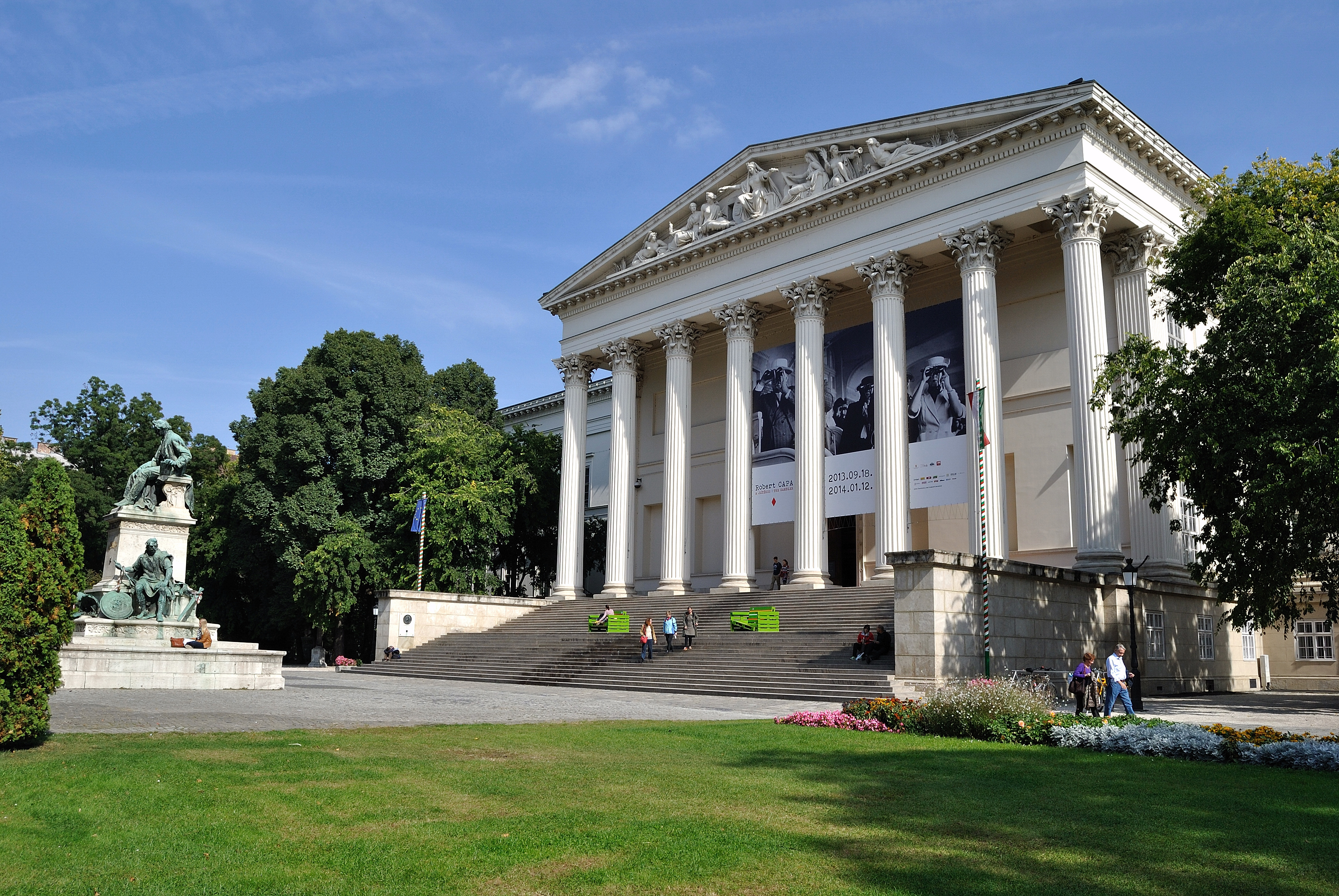
Ungarisches Nationalmuseum

## Auszeichnungen

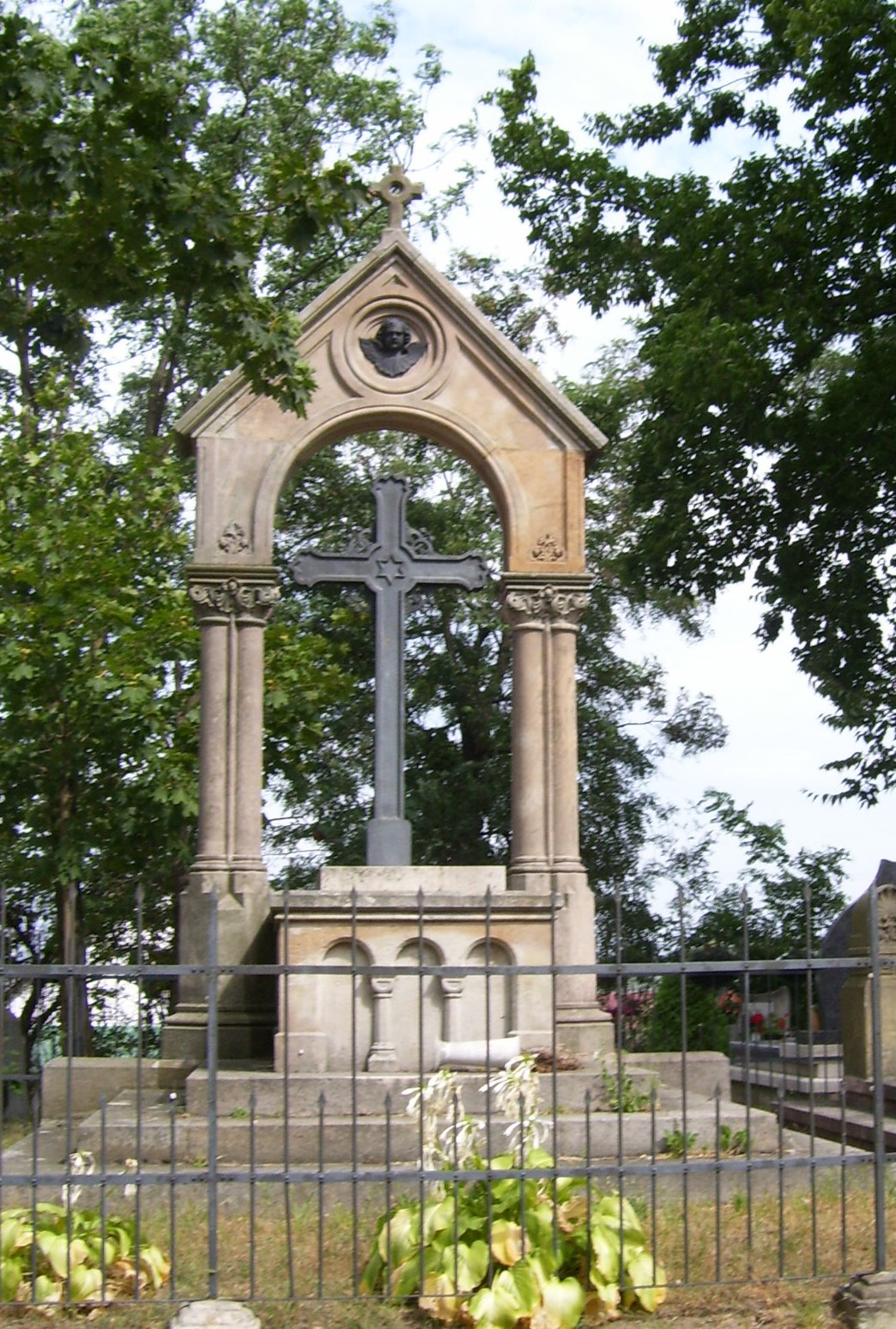
Grabmal von Mihály Pollack im Tahitótfalu-Friedhof

Ihm zu Ehren wurde die technische Fakultät der Universität Pécs bei ihrer Gründung im Jahre 1970 als Pollack Mihály Technische Fakultät benannt.
Am 1. Juli wurde ein Asteroid nach ihm benannt: (210435) Pollackmihály.